# Mausoleo de Kwame Nkrumah
El Mausoleo de Kwame Nkrumah (en inglés: Kwame Nkrumah Mausoleum) o también conocido como «mausoleo y parque conmemorativo de Kwame Nkrumah» es un espacio público situado en el centro de Acra, Ghana. Está dedicado al líder ghanés Kwame Nkrumah.
Nkrumah trabajó por la independencia de ese país del Reino Unido y fue su primer gobernante con los cargos de presidente y primer ministro, pero fue derrocado por un golpe de Estado en 1966. En su honor, se construyeron un mausoleo y museo, una estatua y diversos monumentos